# Franz Doppler
Albert Franz Doppler (Leopoli, 16 ottobre 1821 – Baden, 27 luglio 1883) è stato un flautista e compositore austriaco maggiormente conosciuto per la musica per flauto.

## Biografia
Scrisse anche un'opera tedesca e diverse ungheresi per Budapest, tutte prodotte con grande successo. La sua musica per balletto è stata abbastanza apprezzata durante la sua vita.
Dal 1828 al 1831, Doppler ricevette lezioni dal padre oboista Joseph Doppler, e fece il suo debutto come flautista all'età di tredici anni. Formò un duetto di flauti con sul fratello Karl, di quattro anni più giovane di lui, che scrisse principalmente canzoni e musiche di scena, e come duo suscitarono un certo interesse in tutta Europa. Fecero concerti in vari luoghi ed entrambi diventarono membri dell'orchestra del Teatro Tedesco, a Budapest, nel 1838 e si spostarono al Teatro Nazionale Ungherese nel 1841. Lì, cinque delle opere di Franz vennero rappresentate con successo. Franz e Karl continuarono i loro tour in Europa ed aiutarono a fondare l'Orchestra Filarmonica Ungherese nel 1853. All'età di 18 anni Franz fu il primo flautista all'opera di Budapest, e continuò ad essere primo flautista e sostituto direttore, poi capo direttore, del Balletto della Corte dell'Opera di Vienna, acquisendo anche la cattedra di Professore di flauto all'Università della Musica e delle Arti Coreutiche a Vienna dal 1864 al 1867.

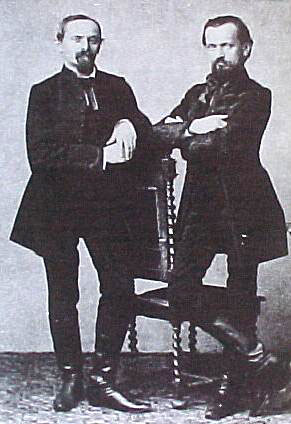
Franz e Karl Doppler.

Doppler scrisse principalmente brani per flauto ed opere (uno stile individuabile anche nei suoi capolavori per flauto), componendo molti brani tra cui concerti, capolavori, a molti duetti per flauti, per essere suonati da lui e suo fratello Karl. Il suo stile contiene caratteristiche musicali russe ed ungheresi. Le sue opere comprendono "Judith" (la sua unica opera tedesca), ed un lavoro russo intitolato Benyovsky. Scrisse sette opere e quindici balletti in tutto (i quali erano molto conosciuti a quel tempo) e fu un brillante membro d'orchestra.
Franz Doppler è famoso per il suo arrangiamento per orchestra di sei delle Rapsodie ungheresi di Franz Liszt. Liszt in quel tempo stava iniziando ad imparare come orchestrare, e diede il suo supporto a Doppler per queste orchestrazioni. Sono molto conosciute anche le trascrizioni di Doppler di alcune delle rapsodie per flauto.

## Opere selezionate
- Benyovszky vagy A kamcsatkai számuzött, 1847
- Ilka és a huszártoborzó, opera buffa, 1849
- Wanda, opera, 1853
- Két huszár (The Two Hussars), opera, 1853
- Salvator Rosa, melodramma, 1855
- Erzsébet, opera, (Overture e Atto I. Atto II di Ferenc Erkel, Atto III di Karl Doppler), 1857
- Judith, opera, 1870
- Concerto per due flauti e orchestra
- Fantasia Pastorale ungherese per flauto e orchestra